# YRU Still Here?
YRU Still Here? je třetí studiové album americké skupiny Ceramic Dog, kterou vede kytarista Marc Ribot a dále ji tvoří multiinstrumentalista Shahzad Ismaily a bubeník Ches Smith. Vydáno bylo v dubnu roku 2018 společností Northern Spy Records a jeho producentem byl sám Ribot. Dále na album přispěl mj. Curtis Fowlkes, který s Ribotem v minulosti hrál ve skupině The Lounge Lizards a také na několika jeho sólových albech. Vyšlo na CD a na gramofonové desce. Autorkou fotografií na obalu je Ebru Yildiz.

## Seznam skladeb
| Pořadí         | Název                                 | Autor                       | Délka |
| -------------- | ------------------------------------- | --------------------------- | ----- |
| 1.             | Personal Nancy                        | Marc Ribot, Ches Smith      | 2:58  |
| 2.             | Pennsylvania 6 6666                   | Shahzad Ismaily, Marc Ribot | 6:15  |
| 3.             | Agnes                                 | Marc Ribot, Ches Smith      | 3:22  |
| 4.             | Oral Sidney with a "U"                | Marc Ribot                  | 4:05  |
| 5.             | YRU Still Here?                       | Marc Ribot                  | 4:44  |
| 6.             | Muslim Jewish Resistance              | Marc Ribot                  | 5:07  |
| 7.             | Shut That Kid Up                      | Marc Ribot                  | 8:22  |
| 8.             | Fuck la Migra                         | Marc Ribot                  | 2:54  |
| 9.             | Orthodoxy                             | Marc Ribot                  | 5:11  |
| 10.            | Freak Freak Freak on the Peripherique | Marc Ribot, Shahzad Ismaily | 4:51  |
| 11.            | Rawhide                               | Marc Ribot                  | 5:52  |
| Celková délka: | Celková délka:                        | Celková délka:              | 53:41 |

## Obsazení

### Ceramic Dog
- Marc Ribot – kytara, varhany, baskytara, horn, vokodér, zpěv
- Shahzad Ismaily – baskytara, syntezátor, perkuse, zpěv
- Ches Smith – bicí, perkuse, elektronika, doprovodné vokály

### Ostatní hudebníci
- Curtis Fowlkes – pozoun (2, 7)
- Doug Wieselman – saxofon, flétna (2, 8)
- Briggan Krauss – saxofon (6)
- Neel Murgai – sitár (9)
- Mauricio Herrera – konga (2)
- Lukas Rutzen – doprovodné vokály (2, 8)
- Rea Dubach – doprovodné vokály (2, 6, 8)